# Cryptocarya jacarepaguensis
Cryptocarya jacarepaguensis är en lagerväxtart som beskrevs av Vattimo. Cryptocarya jacarepaguensis ingår i släktet Cryptocarya och familjen lagerväxter. Inga underarter finns listade i Catalogue of Life.